# Гімнура
Гімнура, щуроїжак (Echinosorex) — центральний рід підродини гімнурових, або гімнур (Galericinae) з родини їжакових (Erinaceidae) ряду їжакоподібні (Erinaceiformes).
Включає лише один вид — гімнуру велику (Echinosorex gymnura).
Відрізняється від інших гімнур великими розмірами (довжина тіла до 40 см) та доволі довгим хвостом (до 50 % довжини тіла). Колір хутра світлий.

## «Гімнури» як загальна назва підродини
Первинно назва гімнура (можливо, правильно позначати в чол. роді — «гімнур»?) з'явилася як власна назва згаданого виду (Echinosorex gymnura). Після опису інших видів «напівїжаків», або «їжачих землерийок» (дослівно з Echinosorex) було з'язовано, що гімнури поширені не тільки в Африці, але у інших субтропічних і тропічних районах Старого Світу. Понад те, було виявлено кілька нових видів, переважно дрібнорозмірних.
Hylomys, або гімнура мала (Hylomys) описана з Китаю (Юннань), Індокитаю, Таїланду, Малаки тощо і представлена принаймні 3-ма видами — короткохвостою (Hylomys suillus) та двома близькими видами — Hylomys parvus та Hylomys megalotis.
Podogymnura. Зоологами описано з Філіппін обидва види окремого роду «філіпінських їжаків» — Podogymnura truei та Podogymnura aureospinula.
Neotetracus. Рід «землерийкових їжаків» — Neotetracus — з одним видом (Neotetracus sinensis) описано з Китаю, Бірми та Північного В'єтнаму. Вирізняється дрібними розмірами тіла (10-15 см) і довгим хвостом (6-6 см). Загалом подібний до гімнури малої, але довгохвостість і наявність уздовж спини довгою чорної смуги є надійною діагностичною ознакою цього виду.